# 바버라 로즈
바버라 로즈(Barbara Rhoades, 1947년 3월 23일 ~ )는 미국의 배우이다.
포킵시에서 태어났다.

## 출연 작품
- 퍼스트 본 (2007년)
- 긴급 구조대 (1993년)
- 아웃 콜드 (1989, Out Cold)
- 사이드 쇼 (1981년)
- 콰이어보이 (1977년)
- 굿바이 걸 (1977년)
- 크라임 클럽 (1975년)
- 해리와 톤토 (1974년)
- 브라큐라 2 (1973년)
- 크루키드 맨 (1970년)

### 텔레비전
- 아이언사이드 (1967-75)
- 형사 맥밀란 (1973-74)
- 샌포드 앤 선 (1976)
- 댈러스 (1985-91)